# DOUBLE (BoAの曲)
「DOUBLE」（ダブル）は、BoAの11枚目のシングル。

## 解説
- トリプルA面シングル。日本オリジナル曲としては初となる日韓同時発売[1]。ただし日本版と韓国版とではカップリング曲が違っている。
- また、韓国版の収録曲はほぼ全曲が韓国における3.5集『SHINE WE ARE』と中国におけるアルバム『精選輯』に収録されている。

## 収録曲

### 日本版
1. DOUBLE
  - 作詞：渡辺なつみ／作曲：原一博／編曲：h-wonder
  - 3rd ALBUM『LOVE & HONESTY』、BEST ALBUM『BEST OF SOUL』に収録されている。
  - 2003年の第54回NHK紅白歌合戦で披露した。第45回日本レコード大賞にて金賞を受賞した。
2. Midnight Parade
  - 作詞：藤林聖子／作曲：BOUNCEBACK／編曲：AKIRA
  - 3rd ALBUM『LOVE & HONESTY』に収録されている。
3. Milky Way 〜君の歌〜
  - 作詞・作曲・編曲：Kenzie／日本語詞：藤林聖子
  - 3rd ALBUM『LOVE & HONESTY』に収録されている。オリジナル版は韓国の3集『Atlantis Princess』に収録されている。
4. DOUBLE (Instrumental)
5. Midnight Parade (Instrumental)
6. Milky Way ～君の歌～ (Instrumental)

### 韓国版
1. Double
2. 이별풍경-Always
3. Milky Way (Club Remix）
4. Double (Instrumental)
5. 이별풍경-Always　(Instrumental)

## タイアップ
DOUBLE
- ホンダ「COME COME Honda Fair」CMソング

Midnight Parade
- ロッテ「マカダミアチョコレート」CMソング

Milky Way 〜君の歌〜
- テレビ東京系「開局40周年記念ラグビーワールドカップ2003」イメージソング